# آیک بروکس
آیک بروکس (انگلیسی: Ike Brookes؛ 7 January 1861 – ۱۹۳۵ (۷۳−۷۴ سال)) بازیکن فوتبال اهل بریتانیا بود.
از باشگاه‌هایی که در آن بازی کرده‌است می‌توان به باشگاه فوتبال استوک سیتی و باشگاه فوتبال نورتویچ ویکتوریا اشاره کرد.